# خرتنیتش
خرتنیتش (به چکی: Chrtníč) یک منطقهٔ مسکونی در جمهوری چک است که در ناحیه هاولیتشکوف برود واقع شده‌است. خرتنیتش ۶٫۶۱ کیلومتر مربع مساحت و ۱۴۰ نفر جمعیت دارد و ۴۶۴ متر بالاتر از سطح دریا واقع شده‌است.